# 長景高地 (華盛頓州)
長景高地（英語：Longview Heights）是美国华盛顿州考利茨县的一個普查规定居民点（CDP），2010年美国人口普查時為3,851人。該CDP也被當地稱作哥倫比亞高地 （Columbia Heights）。